# Duck Lake
Duck Lake, lokalni naziv za bandu Okanagon Indijanaca na jugozapadu Britanske Kolumbije u Kanadi. Populacija im je 1901. iznosila 24. Spominju se u Can. Ind. Aff. (1901